# Ајнзелтум
Ајнзелтум (њем. Einselthum) општина је у њемачкој савезној држави Рајна-Палатинат. Једно је од 81 општинског средишта округа Донерсберг. Према процјени из 2010. у општини је живјело 835 становника. Посједује регионалну шифру (AGS) 7333018.

## Географски и демографски подаци
Ајнзелтум се налази у савезној држави Рајна-Палатинат у округу Донерсберг. Општина се налази на надморској висини од 165 метара. Површина општине износи 5,5 km². У самом мјесту је, према процјени из 2010. године, живјело 835 становника. Просјечна густина становништва износи 152 становника/km².